# 蒙塔泰尔
蒙塔泰尔（法語：Montataire，法語發音：[mɔ̃tatɛʁ]）是法国瓦兹省的一个市镇，属于桑利斯区。

## 地理
蒙塔泰尔（49°15'20"N, 2°26'18"E）面积10.66 平方千米，位于法国上法蘭西大區瓦兹省，该省份为法国北部内陆省份，北起索姆省，西接厄尔省和滨海塞纳省，南至塞纳-马恩省和瓦兹河谷省，东临埃纳省。
与蒙塔泰尔接壤的市镇（或旧市镇、城区）包括：瓦兹河畔诺让、克拉穆瓦西、克雷伊、圣勒代斯朗、圣马克西曼、圣瓦斯特莱梅洛、蒂韦尔尼。

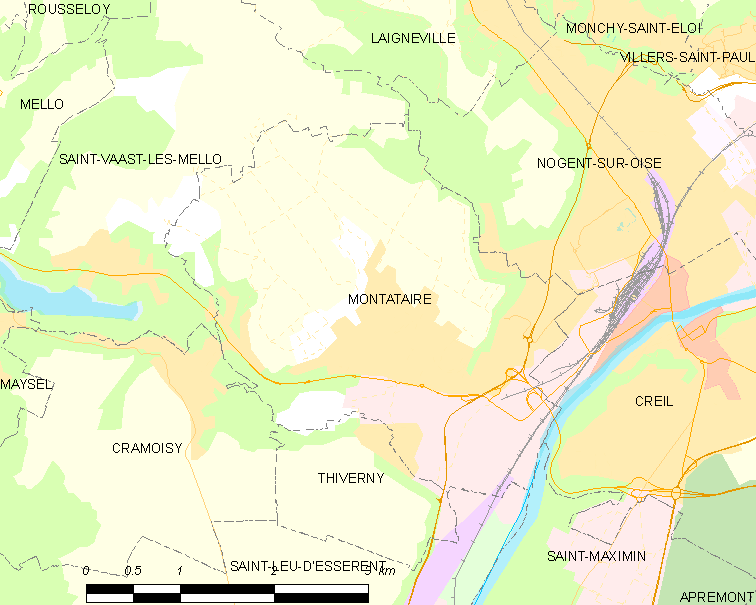
蒙塔泰尔的OSM定位图

蒙塔泰尔的时区为UTC+01:00、UTC+02:00（夏令时）。

## 行政
蒙塔泰尔的邮政编码为60160，INSEE市镇编码为60414。

## 政治
蒙塔泰尔所属的省级选区为蒙塔泰尔县。

## 人口

1962-2008年间蒙塔泰尔人口变化图示

蒙塔泰尔于2022年1月1日时的人口数量为13944人。